# HNLMS Van Galen (G84)
HNLMS Van Galen (G84) là một tàu khu trục lớp N của Hải quân Hoàng gia Hà Lan trong Chiến tranh Thế giới thứ hai. Nó nguyên được Hải quân Hoàng gia Anh Quốc chế tạo như là chiếc HMS Noble (G84), nhưng được nhập biên chế cùng Hải quân Hà Lan không lâu sau khi hoàn tất. Van Galen đã phục vụ cho đến xung đột kết thúc, được cho xuất biên chế vào tháng 10 năm 1956 và bán để tháo dỡ vào tháng 2 năm 1957.